# Virgilio vaticano
Il Virgilio vaticano o Vergilius vaticanus è un manoscritto miniato contenente frammenti dell'Eneide e delle Georgiche di Virgilio, scritto a Roma intorno all'anno 400, e conservato nella Biblioteca Apostolica Vaticana (Cod. Vat. lat. 3225).
Si tratta di uno dei più antichi manoscritti contenenti il testo dell'Eneide e uno dei tre manoscritti di letteratura classica illustrati, insieme al Virgilio romano e all'Ilias Picta.

## Storia
Il manoscritto fu probabilmente realizzato per un aristocratico pagano.
Annotazioni presenti sul manoscritto indicano che rimase in Italia fino al VII secolo e che nel secondo quarto del IX secolo era a Tours.
Alcune annotazioni furono introdotte da un amanuense francese attorno al 1400.

## Contenuto
Del manoscritto si sono conservati 76 folii con 50 illustrazioni. Se, come si usava all'epoca, conteneva originariamente tutti i lavori canonici di Virgilio, il manoscritto originario doveva contenere 440 folii e 280 illustrazioni circa.
Il testo è una scriptio continua (cioè le parole sono scritte di seguito senza interporre spazi) in capitale libraria, opera di un singolo amanuense. Scrisse il testo lasciando lo spazio per le illustrazioni all'interno delle colonne di testo o, più raramente, a pagina intera.
Successivamente tre illustratori differenti produssero le illustrazioni, riprese da libri iconografici. Le illustrazioni sono contenute all'interno di cornici e includono paesaggi, architetture e altri dettagli; nei paesaggi, il terreno grigio si mescola a bande di rosa, violetto o blu per dare l'impressione di una distanza sfocata. Le figure umane sono dipinte in stile classico con proporzioni naturali e disegnate con vivacità. L'illusione della profondità è resa bene; l'uso della prospettiva nelle scene in interno dimostra il ricorso a idee precedenti, ma occasionali errori dimostrano che i miniatori non conoscevano bene la materia. Lo stile delle miniature è molto simile a quelle del frammento dell'Itala di Quedlinburg.